# Francesco D’Agostino
Francesco D’Agostino (* 9. Februar 1946 in Rom; † 3. Mai 2022 ebenda) war ein italienischer Rechtswissenschaftler und Rechtsphilosoph sowie Bioethiker.

## Leben
Francesco D’Agostino studierte Rechtswissenschaften und Philosophie an der Universität La Sapienza in Rom, der Universität Bonn und der Universität Freiburg. Er doktorierte an der Universität Catania und wurde dort zum Professor ernannt. Ab 1974 lehrte er als Professor an weiteren italienischen Universitäten, insbesondere an der Università del Salento und der Universität Urbino. 1990 wurde er Professor für Rechtsphilosophie an der römischen Universität Tor Vergata. Er unterrichtete auch an der Päpstlichen Lateranuniversität, und hatte Gastprofessuren in Paris II, Athen, Freiburg, Madrid Complutense, Navarra, Valencia, Granada, Buenos Aires, Mendoza, Santiago de Chile inne.
1990 gründete er das Nationalen Bioethik-Komitee (italienisch Comité Nacional de Bioética) und war dessen Präsident (1995 bis 1998; 2001 bis 2006) und Ehrenpräsident. Er war auch Präsident der Vereinigung der katholischen Juristen Italiens und Mitglied der Päpstlichen Akademie für das Leben. Er war Berater der Italienischen Bischofskonferenz und von Einrichtungen des Heiligen Stuhls wie dem Päpstlichen Rat für die Familie. Er engagierte sich in zahlreichen staatlichen Ämtern und Fachgremien.
Seit 1988 leitete er die Internationale Zeitschrift für Rechtsphilosophie und neue politische Studien (italienisch Rivista internazionale di filosofia del diritto) in Rom. Darüber hinaus verfasste er mehr als dreihundert Publikationen, darunter viele Monographien. Er schrieb häufig für bekannte bioethische Publikationen sowie Zeitungen wie Avvenire und L’Osservatore Romano.

## Schriften (Auswahl)
- Corso breve di filosofia del diritto, Giappichelli, 2011.
- Bioetica. Nozioni fondamentali, La Scuola Editrice, 2013.
- Sessualità. Premesse teoriche di una riflessione giuridica, Giappichelli, 2014.
- Famiglia, matrimonio, sessualità. Nuovi temi e nuovi problemi, Pagine, 2016.
- Bioetica. Questioni di confine, Studium, 2019.